# لودويغ شتراوس
لودويغ شتراوس (بالألمانية: Ludwig Strauss )‏ (و. 1892 – 1953 م) هو مؤلف، وأستاذ جامعي، وكاتب، وشاعر من ألمانيا، وإسرائيل، ولد في آخن، توفي في القدس، عن عمر يناهز 61 عاماً.